# Station St Albans City
St Albans City is een spoorwegstation van National Rail in St Albans, St. Albans in Engeland. Het station is eigendom van Network Rail en wordt beheerd door Govia Thameslink Railway. Het station is geopend in 1868.